# Pollenia aerosa
Pollenia aerosa är en tvåvingeart som beskrevs av Dear 1986. Pollenia aerosa ingår i släktet vindsflugor, och familjen spyflugor. Inga underarter finns listade i Catalogue of Life.